# 韋利莫河
韋利莫河是俄羅斯的河流，屬於通古斯河的左支流，由克拉斯諾亞爾斯克邊疆區負責管轄，河道全長504公里，流域面積33,800平方公里，河水主要來自融雪，每年十月至翌年五月結冰。